# Platypalpus unguiculatus
Platypalpus unguiculatus är en tvåvingeart som först beskrevs av Zetterstedt 1838.  Platypalpus unguiculatus ingår i släktet Platypalpus och familjen puckeldansflugor. Arten är reproducerande i Sverige. Inga underarter finns listade i Catalogue of Life.